# Phố Hiến (phường)
Phố Hiến là một phường thuộc tỉnh Hưng Yên, Việt Nam.

## Địa lý
Phường Phố Hiến nằm ở phía tây của tỉnh Hưng Yên, nằm cách trung tâm thủ đô Hà Nội khoảng 48 km về phía đông nam, có vị trí địa lý:
- Phía tây giáp phường Duy Tiên của tỉnh Ninh Bình, có ranh giới tự nhiên là sông Hồng.
- Phía đông giáp xã Hoàng Hoa Thám và xã Tân Hưng.
- Phía nam giáp phường Hồng Châu.
- Phía bắc giáp phường Sơn Nam và xã Hiệp Cường.

## Lịch sử
Ngày 16 tháng 6 năm 2025, Ủy ban Thường vụ Quốc hội ban hành Nghị quyết số 1666/NQ-UBTVQH15 về việc sắp xếp các đơn vị hành chính cấp xã của tỉnh Hưng Yên năm 2025. Theo đó, sắp xếp toàn bộ diện tích tự nhiên, quy mô dân số của các phường An Tảo, Lê Lợi, Hiến Nam, Minh Khai, xã Trung Nghĩa và xã Liên Phương thành phường mới có tên gọi là phường Phố Hiến.